# دينيس ايغوما
دينيس ايغوما (بالإنجليزية: Denis Iguma)‏ (10 أكتوبر 1992 أوغندا - ) هو لاعب كرة قدم أوغندي، يلعب كمدافع، شارك في كأس الأمم الأفريقية 2017.

## روابط خارجية
- دينيس ايغوما على موقع الاتحاد الدولي (مؤرشف)  (الإنجليزية)
- دينيس ايغوما على موقع قاعدة بيانات كرة القدم.إي يو (الإنجليزية)
- دينيس ايغوما على موقع ناشيونال فوتبول تيمز (الإنجليزية)